# Soundaraj Periyanayagam
Soundaraj Periyanayagam SDB (ur. 6 czerwca 1949 w Periya Kolappalur, zm. 21 marca 2020 w Chetpet) – indyjski duchowny rzymskokatolicki, w latach 2006-2020 biskup Vellore.

## Życiorys
Święcenia kapłańskie przyjął 25 czerwca 1983 w zgromadzeniu salezjanów. Pracował przede wszystkim jako wykładowca kolegiów salezjańskich w Tirupattur i Katpadi. W latach 2000–2004 był proboszczem w Permabur.
11 lipca 2006 papież Benedykt XVI mianował go biskupem Vellore. Sakry biskupiej udzielił mu 24 sierpnia 2006 jego poprzednik i ówczesny metropolita Madrasu, Malayappan Chinnappa.
Zmarł 21 marca 2020 w szpitalu w Chetpet w wyniku ataku serca.